# 種植園的孩子

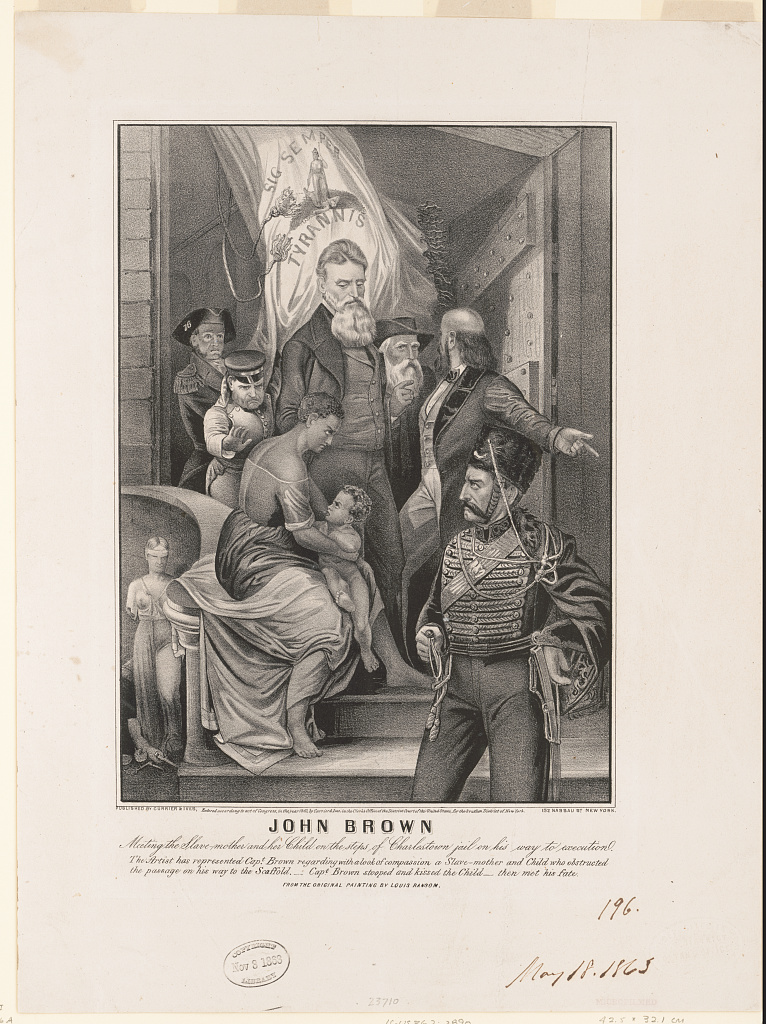
此由路易斯·兰塞姆绘于1863年，图中间是即将被绞死的废奴主义者约翰·布朗，图左是他的混血孩子以及孩子的黑人母亲。

種植園的孩子，是美國奴隸制度時期使用的一種委婉說法，用於識別被白人強姦的黑奴婦女的後代，通常是種植園所有者或其兒子的後代，類似中世紀西歐領主對農奴行使的初夜權。該作法曾經非常普遍，致使現今超過20％的非裔美國人擁有歐洲人的基因。最有名的是美國總統傑弗遜和女黑奴莎莉·海明斯的五個子女。
這樣的孩子通過美國法律原則上他們被歸類為混血兒，也是奴隸，一滴血规则使他們永遠無法成為白人。
少數父親對這些孩子的待遇很好，有時會提供教育或職業機會，但大多數人也與黑人無太大分別（一部分人在19世紀初被遣送到新成立的利比里亞）。